# Gran Premio di superbike di Manfeild 1990
Il Gran Premio di Superbike di Manfeild 1990 è stata la tredicesima e conclusiva prova del campionato mondiale Superbike 1990, è stato disputato il 18 novembre sul Circuito di Manfeild e ha visto la vittoria di Terry Rymer in gara 1, mentre la gara 2 è stata vinta da Robert Phillis.

## Risultati

### Gara 1

#### Arrivati al traguardo[1]
| Pos. | Nº | Pilota           | Motocicletta | Tempo     | Griglia | Punti |
| ---- | -- | ---------------- | ------------ | --------- | ------- | ----- |
| 1º   | 7  | Terry Rymer      | Yamaha       | 40:23.200 | 3º      | 20    |
| 2º   | 3  | Raymond Roche    | Ducati       | +0:02.480 | 5º      | 17    |
| 3º   | 19 | Robert McElnea   | Yamaha       | +0:06.000 | 2º      | 15    |
| 4º   | 8  | Daryl Beattie    | Honda        | +0:06.210 | 4º      | 13    |
| 5º   | 11 | Robert Phillis   | Kawasaki     | +0:25.330 | 1º      | 11    |
| 6º   | 2  | Stéphane Mertens | Honda        | +0:46.600 | 6º      | 10    |
| 7º   | 5  | Anders Andersson | Yamaha       | +0:46.930 | 12º     | 9     |
| 8º   | 40 | Andrew Stroud    | Yamaha       | +1:01.910 | 13º     | 8     |
| 9º   | 32 | Tony Rees        | Yamaha       | +1 giro   | 14º     | 7     |
| 10º  | 12 | Brian Morrison   | Honda        | +1 giro   | 11º     | 6     |
| 11º  | 27 | Russell Josiah   | Kawasaki     | +2 giri   | 15º     | 5     |
| 12º  | 30 | Rob Lewis        | Kawasaki     | +2 giri   | 17º     | 4     |
| 13º  | 20 | Mark Fissenden   | Honda        | +2 giri   | 21º     | 3     |
| 14º  | 36 | Brian Billet     | Honda        | +2 giri   | 20º     | 2     |
| 15º  | 37 | Brent Curtis     | Suzuki       | +2 giri   | 19º     | 1     |
| 16º  | 33 | Mike King        | Ducati       | +3 giri   | 16º     |       |
| 17º  | 38 | Kevin Grey       | Suzuki       | +3 giri   | 22º     |       |

#### Ritirati
| Nº | Pilota            | Motocicletta | Giri     | Griglia |
| -- | ----------------- | ------------ | -------- | ------- |
| 34 | Paul Pavletich    | Ducati       | +17 giri | 18º     |
| 14 | Aaron Slight      | Kawasaki     | +20 giri | 9º      |
| 9  | Jari Suhonen      | Yamaha       | +21 giri | 10º     |
| 4  | Fabrizio Pirovano | Yamaha       | +23 giri | 8º      |

### Gara 2

#### Arrivati al traguardo[2]
| Pos. | Nº | Pilota            | Motocicletta | Tempo     | Griglia | Punti |
| ---- | -- | ----------------- | ------------ | --------- | ------- | ----- |
| 1º   | 11 | Robert Phillis    | Kawasaki     | 40:30.420 | 1º      | 20    |
| 2º   | 7  | Terry Rymer       | Yamaha       | +0:06.120 | 3º      | 17    |
| 3º   | 14 | Aaron Slight      | Kawasaki     | +0:15.840 | 9º      | 15    |
| 4º   | 4  | Fabrizio Pirovano | Yamaha       | +0:38.930 | 8º      | 13    |
| 5º   | 9  | Jari Suhonen      | Yamaha       | +0:45.100 | 10º     | 11    |
| 6º   | 5  | Anders Andersson  | Yamaha       | +0:51.190 | 12º     | 10    |
| 7º   | 40 | Andrew Stroud     | Yamaha       | +0:55.210 | 13º     | 9     |
| 8º   | 12 | Brian Morrison    | Honda        | +1 giro   | 11º     | 8     |
| 9º   | 32 | Tony Rees         | Yamaha       | +1 giro   | 14º     | 7     |
| 10º  | 27 | Russell Josiah    | Kawasaki     | +1 giro   | 15º     | 6     |
| 11º  | 30 | Rob Lewis         | Kawasaki     | +2 giri   | 17º     | 5     |
| 12º  | 33 | Mike King         | Ducati       | +2 giri   | 16º     | 4     |
| 13º  | 36 | Brian Billet      | Honda        | +2 giri   | 20º     | 3     |
| 14º  | 37 | Brent Curtis      | Suzuki       | +3 giri   | 19º     | 2     |
| 15º  | 20 | Mark Fissenden    | Honda        | +8 giri   | 21º     | 1     |

#### Ritirati
| Nº | Pilota           | Motocicletta | Giri     | Griglia |
| -- | ---------------- | ------------ | -------- | ------- |
| 8  | Daryl Beattie    | Honda        | +12 giri | 4º      |
| 3  | Raymond Roche    | Ducati       | +13 giri | 5º      |
| 19 | Robert McElnea   | Yamaha       | +14 giri | 2º      |
| 2  | Stéphane Mertens | Honda        | +16 giri | 6º      |
| 38 | Kevin Grey       | Suzuki       | +28 giri | 22º     |